# Barløse Sogn
Barløse Sogn er et sogn i Assens Provsti (Fyens Stift).
I 1800-tallet var Barløse Sogn et selvstændigt pastorat. Det hørte til Båg Herred i Odense Amt. Barløse blev en selvstændig sognekommune. Den blev ved kommunalreformen i 1970 indlemmet i Assens Kommune.
I Barløse Sogn ligger Barløse Kirke.
I sognet findes følgende autoriserede stednavne:
- Barløse (bebyggelse, ejerlav)
- Barløse-Tårup (bebyggelse, ejerlav)
- Bastholm (areal, ejerlav)
- Brentebjerg (areal)
- Bæring (bebyggelse, ejerlav)
- Dyrhøje (bebyggelse)
- Grindsmose (bebyggelse)
- Kaslunde eller Kaslund (bebyggelse, ejerlav)
- Langemose (bebyggelse)
- Myllerup (bebyggelse, ejerlav)
- Salbrovad (bebyggelse)